# Тойффенталь
Тойффенталь (нім. Teuffenthal) — громада  в Швейцарії в кантоні Берн, адміністративний округ Тун.

## Географія
Громада розташована на відстані близько 29 км на південний схід від Берна.
Тойффенталь має площу 4,5 км², з яких на 3,1% дозволяється будівництво (житлове та будівництво доріг), 46,2% використовуються в сільськогосподарських цілях, 50,1% зайнято лісами, 0,7% не є продуктивними (річки, льодовики або гори).

## Демографія
2019 року в громаді мешкало 166 осіб (-3,5% порівняно з 2010 роком), іноземців було 1,8%. Густота населення становила 37 осіб/км².
За віковим діапазоном населення розподілялося таким чином: 21,7% — особи молодші 20 років, 58,4% — особи у віці 20—64 років, 19,9% — особи у віці 65 років та старші. Було 73 помешкань (у середньому 2,3 особи в помешканні).
Із загальної кількості 84 працюючих 39 було зайнятих в первинному секторі, 10 — в обробній промисловості, 35 — в галузі послуг.